# McLaren Group
McLaren Group, tidigare McLaren Technology Group, är ett brittiskt konglomerat som grundades 1985 av Ron Dennis och som äger bland annat formel 1-stallet McLaren Racing Limited och biltillverkaren McLaren Automotive. McLaren Group ägs sedan 2024 av statliga bahrainska Mumtalakat Holding Company.

## Dotterbolag
- McLaren Applied Technologies
  - McLaren Electronic Systems
- McLaren Automotive
- McLaren Racing Limited